# Mordella quelpaertensis
Mordella quelpaertensis es una especie de coleóptero de la familia Mordellidae.

## Distribución geográfica
Habita en Corea.